# Toéni
Toéni ist sowohl eine Gemeinde (französisch commune rurale) als auch ein dasselbe Gebiet umfassendes Departement im westafrikanischen Staat Burkina Faso, in der Region Boucle du Mouhoun und der Provinz Sourou. Die Gemeinde hat in 29 Dörfern 30.183 Einwohner.